# Здравствуйте все!
«Здравствуйте все!» (название часто приводится с запятой: «Здравствуйте, все!») — советский художественный фильм, размышление о судьбе грузинского художника Нико Пиросмани, представляющий собой главным образом его монологи и беседы с воображаемыми собеседниками накануне смерти. Фильм снят двумя режиссёрами, Гигой Лордкипанидзе и Амираном Дарсавелидзе, по сценарию Вадима Коростылёва. В роли Пиросмани выступил Отар Мегвинетухуцеси.

## Сюжет
Фильм начинается с закадрового монолога рассказчика, жителя советской Грузии, который путешествует по местам, связанным с Пиросмани, и рассуждает о судьбе художника и его позднем признании. В Тбилиси рассказчик приходит на Молоканскую улицу, где окончил свои дни Пиросмани, и заходит в подвал, где жил художник.
Затем действие переносится в последний день жизни Пиросмани и происходит в том самом подвале, где ему суждено умереть. Художник обессилен и разочарован в жизни. Он вспоминает свою жизнь и реакцию людей на его творчество. Мысленно он ведёт споры с людьми, которые недовольны тем, как непохоже он их изобразил на своих картинах: это крестьянин («Портрет состоятельного крестьянина»), три княза («Кутёж трёх князей на лужайке»), рыбак («Рыбак в красной рубашке») и даже его бывшая возлюбленная Маргарита («Актриса Маргарита»). Внезапно в подвале появляется юная девушка в белом платье, которая представляется как Ия. На вопрос о том, кто она и откуда, Ия отвечает, что она с картин самого художника, но он не рисовал её — она были то скрыта в зарослях винограда, то заслонена другими людьми в толпе на свадьбе. Пиросмани говорит о своей бедности, представляя её как величайшее богатство. Ия успокаивает его, и художник засыпает, положив голову девушке на колени.
Пиросмани просыпается от крика дворника («Дворник»), который ругается и запрещает ему спать на самейке в парке. Ия прогоняет дворника и разговаривает с Нико. Видя, что он плохо себя чувствует, она предлагает ему позвать доктора, на что художник отвечает, что доктор уже сам едет к нему. Действительно, мимо проезжает доктор («Лекарь на осле»), однако он не заходит к художнику, говоря, что тот нарисовал его едущим мимо, и теперь он направляется к больному. Огорчённый, Пиросмани рассказывает обо отказ доктора Ие. Далее Нико представляется, что к нему заходит в гости русский художник, автор полотна «Купание красного коня». Нико представляет себя и гостя в духане и угощает его домашним вином из Мирзаани и шашлыком. Они обсуждают картину художника, но когда Пиросмани говорит о том, что красный конь окрасил красным воду в реке, персонажи его картин снова кричат, обвиняя его в том, что такого не может быть. Нико снова остаётся с Ией, размышляя о том, как сложилась его жизнь. Он сравнивает себя с виноградной лозой, мать которой земля, а отец — солнечный луч, и с вином, которое предлагает себя гостям, чтобы они радовались жизни. Последние его слова: «Пусть эти люди живут и радуются хоть тысячу лет! Здравствуйте! Здравствуйте все!»
Рассказчик выходит из подвала и идёт по улицам Тбилиси, вновь размышляя о судьбе художника и заключая, что «жизнь научила его разговаривать со своими картинами», и это был «праздник одиночества».

## В ролях
- Отар Мегвинетухуцеси — Пиросмани
- Нино Лорткипанидзе — Ия
- Малхаз Горгиладзе — русский художник

## Создание
Фильм был снят на основе театральной постановки пьесы Вадима Коростылёва о Нико Пиросмани. Пьеса «Пиросмани, Пиросмани, Пиросмани…» была опубликована в 1974 году. Спектакль по ней под названием «Праздник одиночества» ставился Лордкипанидзе в Руставском драматическом театре в середине 1970-х годов.
Вся игровая часть фильма снималась в единственной декорации — в подвальном помещении с одним окном, деревянным столбом посередине и дощатым настилом под ним, причём все предметы и фактуры тщательно подбирались и изготавливались из подлинных материалов. Несколько проходов актёра было снято на фоне родных мест художника в деревне Мирзаани.
Большую роль в фильме играют картины художника, которые были заранее сняты на слайды «Кодак», что позволило снимать крупным планом и детали картин. При этом в фильме было много чёрно-белого изображения, в том числе старых фотографий и хроники, а также затем первых кадров в подвале.